# William P. McGivern
Pour les articles homonymes, voir McGivern.
Œuvres principales
- La Planque
- Coup de torchon
- La Colère noire
- Le Coup de l’escalier
- La Nuit de l’égorgeur

William P. McGivern, né le 6 décembre 1922 à Chicago (Illinois) et mort le 18 décembre 1982 à Palm Desert (Californie), est un romancier américain, auteur de romans policiers et un scénariste de télévision et de cinéma.
Il utilise plusieurs pseudonymes dont Bill Peters.

## Biographie
William P. McGivern grandit à Mobile (Alabama), puis fait ses études à Birmingham.
Dès 17 ans, il commence à écrire des nouvelles de science-fiction ou de suspense publiées dans les pulps comme Amazing Stories et dans les magazines comme The Saturday Evening Post, Collier's Weekly ou Cosmopolitan. Elles sont signées de son nom ou d’un de ses pseudonymes.
Il participe à la Seconde Guerre mondiale à partir de 1943. Il quitte l’infanterie en 1946 avec le grade de sergent-chef.
Après la guerre, il devient critique littéraire et reporter criminel pour le Philadelphia Evening Bulletin (en) jusqu’en 1951.
En 1947, il épouse Maureen Daly, journaliste dans la mode et la publicité avec qui il publiera, en 1958, Mention my Name in Monbasa : The Unscheduled of an American Family Abroad.
Son premier roman Mais la mort va plus vite ! (But Death Runs Faster), publié en 1948, reçoit le Red Badge Prize.
Dans une chronique publiée dans le New York Times, Anthony Boucher, fondateur de la Mystery Writers of America, lui attribue la paternité du sous-genre du police procedural novel. Certains de ses premiers romans apparaissent en effet comme des chroniques réalistes du travail de policiers ordinaires aux prises avec la puissance démesurée du crime organisé, comme c'est le cas dans Coup de torchon (The Big Heat, 1953), roman adapté au cinéma, l'année même de sa parution, par Fritz Lang, sous le titre Règlement de comptes (The Big Heat).
Plusieurs romans de McGivern abordent le thème de la corruption, notamment La Planque (A Shield for Murder, 1951), Coup de torchon (The Big Heat, 1953) et Quand les poulets auront des dents (Rogue Cop, 1954). Dans ces deux derniers romans, l'auteur traite aussi du thème de la vengeance qui devient central dans La Colère noire (The Darkness Hour, 1954) et Sang pour sang (Reprisal, 1973).
Dans Le Coup de l’escalier (Odds Against Tomorrow, 1957), il introduit, dans le récit d'un casse, le thème du racisme. Ce roman sera adapté au cinéma, sous le même titre, en 1959, par Robert Wise, avec Harry Belafonte et Robert Ryan.
Dans les années 1960, il déménage à Los Angeles et écrit des scénarios pour la télévision et le cinéma, adaptant ses propres romans ou des romans d’autres auteurs, comme Donald Hamilton, ou gérant des œuvres originales.
En 1972, il publie son seul roman d’espionnage Caprifoil et, en 1979, Soldats de 44 (Soldiers of '44), récit inspiré de ses souvenirs de guerre et retraçant la Bataille des Ardennes en 1944.
Il est membre du Parti démocrate et antiraciste. Un des épisodes de la série Insight, Some Talk About Pool Rooms and Gin Mills a été sélectionné par la Marine américaine dans un programme d’aide à la compréhension et la coopération entre différents groupes raciaux. Il a reçu le prix du meilleur scénario pour son script Did He Who Made the Lamb Make Thee ? de la série Slattery's People consacré aux enfants martyrs aux États-Unis.
Au cours de sa carrière, William P. McGivern a publié 27 romans, plus de 300 nouvelles et une centaine de scénarios.

## Œuvre

### Romans
- But Death Runs Faster) (1948) Mais la mort va plus vite !, Morgan, coll. « Série rouge » no 28, 1949
- Heaven Ran Last (1949) Par ici la sortie, Morgan, coll. « Série rouge » no 41, 1950 ; réédition sous le titre Crochet au book, Gallimard, coll. « Série noire » no 1229, 1968
- Very Cold for May (1950)
- A Shield for Murder (1951) La Planque, Gallimard, coll. « Série noire » no 129, 1952
- The Crooked Frame (1952)
- The Big Heat (1953) Coup de torchon[2], Gallimard, coll. « Série noire » no 183, 1953
- Margin of Terror (1953)
- Rogue Cop (1954) Quand les poulets auront des dents, Gallimard, coll. « Série noire » no 256, 1955
- The Darkness Hour (1954) La Colère noire, Gallimard, coll. « Série noire » no 275, 1956
- The Seven File (1956) Sans bavures, Gallimard, coll. « Série noire » no 344, 1956
- Night Extra (1957) Une nuit pas comme les autres, Presses de la Cité, coll. « Un mystère » no 370, 1957
- Odds Against Tomorrow (1957) Le Coup de l’escalier, Gallimard, coll. « Série noire » no 439, 1958
- Mention my Name in Monbasa : The Unscheduled of an American Family Abroad (1958) (coécrit avec Maureen Daly)
- Savage Streets (1959)
- Seven Lies South (1960) Vol en vol, Gallimard, coll. « Série noire » no 742, 1962
- The Road to the Snail (1961)
- A Pride of Place (1962)
- A Choice of Assassins (1963) Un choix d’assassins, Gallimard, coll. « Série noire » no 947, 1965
- The Caper of the Golden Bulls (1966) Soyez donc honnête !, Gallimard, coll. « Série noire » no 1113, 1967
- Lie Down, I Want to Talk to You (1967) Je vous fais mal, Docteur ?, Gallimard, coll. « Série noire » no 1224, 1968
- Caprifoil (1972)
- Reprisal (1973) Sang pour sang, Presses de la Cité, coll. « Punch » no 16, 1973 ; réédition Éditions de l’Instant, coll. « L’instant noir » no 3, 1986
- Soldiers of 44 (1979) Soldats de 44, traduction de Anne Sladovic totalement revue par Pierre Bondil, Éditions Encre,  coll. « Étiquette noire », 1984
- Night of the Juggler (1982) La Nuit de l’égorgeur, Presses de la Cité, 1984
- Summit (1982)
- A Matter of Honor (1983) Une question d’honneur, traduction de Pierre Bondil,  Éditions Encre, coll. « Étiquette noire », 1985, republié par le Livre de Poche en 1987 avec des coupes, non signé par le traducteur.
- War Games (1984)

### Roman signé Bill Peters
- Blondes Die Young (1952)

### Recueil de nouvelles
- Killer on the Turnpike (1961)

### Nouvelles
- The Last Word (1952) Le Dernier Mot, Mystère magazine no 185, juin 1963 ; réédition sous le titre Meurtre contrôlé Presses Pocket no 1815 dans le recueil de nouvelles Histoires à lire toutes portes closes, 1980
- Old Willie (1953) Le Revenant, Suspense no 6, septembre 1956 ; réédition dans Hard-Boiled Dicks no 5, février 1983
- Night Extra (1957) Édition spéciale, Anthologie du Suspense no 44 bis, 1984
- Ordeal in Darkness (1961) Épreuve dans les ténèbres, Mystère magazine no 176, 1982
- Killer on the Turnpike (1961) Un tueur sur l’autoroute, Presses Pocket no 1816 dans le recueil de nouvelles Histoires à lire toutes lumières allumées, 1980

## Filmographie

### Adaptations

#### À la télévision
- 1951 : A Shield for Murder, épisode de la série télévisée américaine Studio One, adapté du roman La Planque
- 1964 : Nightmare in Chicago, téléfilm américain réalisé par Robert Altman, adapté de Un tueur sur l'autoroute

#### Au cinéma
- 1953 : Règlement de comptes, film américain réalisé par Fritz Lang, adapté du roman Coup de torchon, Prix Edgar-Allan-Poe du meilleur scénario
- 1954 : Le Bouclier du crime, film américain réalisé par Edmond O'Brien et Howard W. Koch, adapté du roman La Planque
- 1954 : Sur la trace du crime, film américain réalisé par Roy Rowland, adapté du roman Quand les poulets auront des dents
- 1955 : Colère noire, film américain réalisé par Frank Tuttle, adapté du roman éponyme
- 1959 : Le Coup de l'escalier, film américain réalisé par Robert Wise, adapté du roman éponyme
- 1967 : Un choix d'assassins, film franco-italien réalisé par Philippe Fourastié, adapté du roman éponyme
- 1967 : Gros coup à Pampelune, 1967, film américain réalisé par Russell Rouse, adapté du roman Soyez donc honnête
- 1980 : Fort Bronx, film américain réalisé par Robert Butler adapté du roman La Nuit de l'égorgeur

### Scénarios

#### Séries télévisées
William P. McGivern a écrit des scénarios pour des séries télévisées américaines à partir de 1950 :
- 1950 : 1 épisode (The Glove of Gino) de la série Lights Out (en)
- 1952 : 1 épisode (The Crocked Frame) de la série Suspense réalisé par Robert Mulligan
- 1960 : 1 épisode (Deadly Shadow) de la série Échec et mat réalisé par Don Weis
- 1962 : 1 épisode (Ordeal in Darkness) de la série Alcoa Premiere (en) réalisé par James Sheldon
- 1962 - 1963 : 2 épisodes (The Accomplice et The Exiles) de la série Le Virginien réalisés par Maurice Geraghty et par Bernard Girard
- 1963 - 1964 : 3 épisodes (The Echo of a Silent Cheer Part 1 et 2, Keep Out of Reach of Adults) de la série Ben Cassey réalisés par Leo Penn et Harmon Jones
- 1964 : 3 épisodes (Le Malentendu, Leviathan Five et L'Homme aux lunettes noires) de la série Haute Tension réalisés par Robert Sparr, David Lowell Rich et Robert Altman
- 1964 - 1965 : 4 épisodes (Question: What Became of the White Tortilla ?, Question: What Is Honor ?... What Is Death ?, Question: What Did You Do All Day, M. Slattery ?, Question: Did He Who Made the Lamb Make Thee ?) de la série Slattery's People (en) réalisés par Sydney Pollack et Richard C. Sarafian
- 1970 : 2 épisodes (Emergency Alert et The High Cost of Nightmares) de la série San Francisco International Airport (en) réalisés par Boris Sagal et Daniel Petrie
- 1970 - 1971 : 2 épisodes (Log 55: Missing Child et Log 125: A Safe Job) de la série Adam-12 réalisés par Christian Nyby et Jean Yarbrough
- 1971 : 3 épisodes (Operation: Bandera, Operation: Time Fuse et Operation: XW-1) de la série O'Hara, U.S. Treasury (en) réalisés par Allen Reisner, Lawrence Dobkin et Ron Winston
- 1972 : 2 épisodes (The Decent Thing to Do et The Murder Game) de la série Banyon (en) réalisés par Ralph Senensky et Reza Badiyi
- 1974 - 1976 : 4 épisodes (Qui gagne perd, Une chaleur meurtrière et Un nounours tout poilu parties 1 et 2) de la série Kojak réalisés par Allen Reisner et Jeannot Szwarc
- 14 épisodes de la série Insight
  - 1967 : Where Were You During the Battle of the Bulge, Kid ?, réalisé par Seymour Robbie
  - 1967 : Some Talk About Pool Rooms and Gin Mills, réalisé par Hal Cooper
  - 1968 : He Lived with Us, He Ate with Us, What Else, Dear ?, réalisé par Seymour Robbie
  - 1969 : Charlie, You Made the Night Too Long, réalisé par John Meredyth Lucas
  - 1970 : The Dangerous Airs of Amy Clark, réalisé par Hal Cooper
  - 1972 : Why Don't You Call Me Skipper Anymore ?, réalisé par Richard C. Bennett
  - 1973 : Eye of the Camel, réalisé par John Meredyth Lucas
  - 1973 : Reunion, réalisé par Charles S. Dubin
  - 1974 : Crunch on Spruce Street, réalisé par Hal Cooper
  - 1975 : Hunger Knows My Name, réalisé par James Sheldon
  - 1978 : Belfast, Black on Green, réalisé par Marc Daniels
  - 1979 : Plus Time Served, réalisé par Ralph Senensky
  - 1980 : Cargoes, réalisé par Marc Daniels
  - 1981 : The Domino Effect, réalisé par Joe Gannon

#### Au cinéma
- 1965 : Tuer n'est pas jouer, film américain réalisé par William Castle
- 1968 : Matt Helm règle son comte, film américain réalisé par de Phil Karlson
- 1975 : Brannigan, film britannique réalisé par de Douglas Hickox

## Distinctions
- The Big Heat a reçu un Prix Edgar en 1954 comme meilleur film. Ce prix est partagé avec William P. McGivern, auteur du roman original[3].
- Prix Mystère de la Critique 1985 dans la catégorie meilleur roman étranger pour La Nuit de l’égorgeur[4].